# Куюк-Тук
Куюк-Тук — український острів, що знаходиться в західній частині затоки Сиваш Азовського моря, на території Генічеського району Херсонської області. На острові є заповідник площею 265 Га, а сам острів знаменитий тим, що його площа жодного разу не оралася.
Північно-західна частина острова розташована в межах Азово-Сиваського національного заповіднику, створеного 25 лютого 1993 року з загальною площею 52 154 га, і угіддя «Центральний Сиваш», затвердженого в 1976 році з загальною площею 45 700 Га.
Загальна площа острова становить 184 км², його довжина 23.3 км, а ширина 19.2 км. Найвища точка острова розташована на висоті 23 метри, а середня висота становить близько 20 метрів.
Неподалік від острова розташовано два опорних пункти державної геодезичної мережі, а також Азово-Чорноморська орнітологічна станція.
Острів Куюк-Тук незначно витягнутий з північного сходу на південний захід. Береги острова звивисті, чергуються пологі й обривисті, з берегами та без, висотою 4-9 метри. Південна частина острова переходить в мілину. Є кілька тимчасових водойм. кілька ділянок зі стрімким берегом й пляжем. Острів відділений від материка протокою з мілинами довжиною в 3 км та шириною 0.8-2.8 км, однак, у острова існує також і дорожнє сполучення з материком, яке було утворено через штучний перешийок з іншим островом. А також, на самому острові в певній кількості присутні польові (ґрунтові) дороги.
Населення острова на 2020 рік повністю відсутнє — острів безлюдний, однак, на острові Куюк-Тук водно-болотні угіддя є місцем гніздування, зимування і міграції безлічі птахів, в тому числі пеганки, берегової ластівки, бджолоїдки звичайної та багатьох інших.
Рослинність острова пустельна степова і солончакова. Ґрунти каштанові, присутні солончаки та солонці. Значна площа навесні покрита тюльпаном Ґеснера.
Середня кількість опадів на острові — 617 міліметрів на рік, а середня температура дорівнює 10 ° С.